# Аполінар Аґілар Веласко
Аполінар Аґілар Веласко (ісп. Apolinar Aguilar Velasco) — мексиканський традиційний коваль, який живе і працює в південному мексиканському містечку Окотлан-де-Морелос, штат Оахака. Хоча в місті існує традиція виготовлення клинків, майстерня Аґілара — єдина, яка досі виготовляє всі вироби вручну, без жодної індустріалізації. Роботи цього майстра та його брата Анхеля були використані у фільмах. Майстерня експортує свою продукцію безпосередньо покупцям, таким як театри, ентузіасти бойових мистецтв та колекціонери в Мексиці та Сполучених Штатах.

## Біографія
Аґілар Веласко народився і виріс в місті Окотлан-де-Морелос на півдні мексиканського штату Оахака. Це місто відоме своїми ремеслами, особливо гончарством. Тут також існує традиція ковальства. Аполінар та його брат Анхель навчилися цьому ремеслу у свого дядька Рікардо Ґусмана та офіційно заснували майстерню в 1970 році. Дядько помер пізніше, у 1985 році, у віці 110 років. Хоча Анхель відтоді помер, Аполінар продовжує сімейну традицію і став навіть відомішим за свого брата.